# Arterias intercostales posteriores
Existen once arterias intercostales posteriores a cada lado de la línea media (a la derecha e izquierda), que irrigan la pared torácica y, a lo largo de esta misma, los espacios intercostales. Las dos primeras de cada lado son ramas de la arteria intercostal suprema. Los nueve pares restantes de arterias intercostales posteriores nacen de la superficie posterior de la aorta torácica. Pueden llegar a formar anastomosis con las ramas intercostales anteriores de la arteria torácica interna o arterias intercostales anteriores.
Las arterias que irrigan la zona derecha de la pared torácica son más largas que las de la zona izquierda, debido a la posición de la aorta torácica.
Presentan una rama colateral que irriga las regiones superficiales de la pared torácica y acompaña a las ramas cutáneas laterales de los nervios intercostales.
Según la Terminología Anatómica de 1998, las arterias intercostales posteriores propiamente dichas son las que corresponden a los espacios intercostales del III al XI, reservando las correspondientes a los espacios I y II a las arterias intercostal posterior primera e intercostal posterior segunda, respectivamente.

## Arterias intercostales posteriores o aórticas de la III a la XI
Se originan en la porción torácica de la aorta o aorta torácica.

### Ramas
- Rama posterior o dorsoespinal:
  - Rama dorsal, y
  - rama raquídea o espinal;[1]

- Rama anterior o arteria intercostal propiamente dicha:
  - rama cutánea lateral,
  - rama cutánea medial,
  - rama colateral mamaria, y
  - rama lateral mamaria.[1]

### Árbol arterial completo de la T.A.
A12.2.11.001 aorta torácica (pars thoracica aortae; aorta thoracica)
- A12.2.11.007 arterias intercostales posteriores (arteriae intercostales posteriores)

- A12.2.11.008 rama dorsal (arteria intercostal posterior) (ramus dorsalis)

- A12.2.11.009 rama cutánea medial (rama dorsal de la arteria intercostal posterior) (ramus cutaneus medialis)
- A12.2.11.010 rama cutánea lateral (rama dorsal de la arteria intercostal posterior) (ramus cutaneus lateralis)

- A12.2.11.011 ramas espinales (arteria intercostal posterior) (rami spinales)

- A12.2.11.012 rama postcentral (ramas espinales de la rama dorsal de la arteria intercostal posterior) (ramus postcentralis)
- A12.2.11.013 rama prelaminar (ramas espinales de la rama dorsal de la arteria intercostal posterior) (ramus prelaminaris)
- A12.2.11.014 arteria radicular posterior (arteria radicularis posterior)
- A12.2.11.015 arteria radicular anterior, gran arteria radicular ventral, arteria de Adamkiewicz (arteria radicularis anterior; arteria radicularis ventralis magna)
- A12.2.11.016 arteria medular segmentaria (arteria medullaris segmentalis)

- A12.2.11.017 rama colateral (arteria intercostal posterior) (ramus collateralis)

- A12.2.11.018 rama cutánea lateral (arteria intercostal posterior) (ramus cutaneus lateralis)

- A12.2.11.019 ramas mamarias laterales (rama cutánea lateral de la arteria intercostal posterior) (rami mammarii laterales)

## Distribución
Irrigan la pared torácica.